# Alois Hába
Alois Hába (Vizovice, Moravië, 21 juni 1893 – Praag, 18 november 1973) was een Tsjechisch microtonaal componist, muziektheoreticus en muziekpedagoog.

## Levensloop
Hába stelde op 5-jarige leeftijd vast, dat hij een perfect gehoor had. In de familie en in de kerk werden de Wallachische liederen gezongen. In 1908 ging hij aan het lerarenseminarie in Kroměříž en was geïnteresseerd in het Tsjechische nationalisme. Hij hoorde muziek van Bedřich Smetana en Richard Wagner. Nadat hij afgestudeerd was, werd hij leraar in een klein dorpje Bílovice vlak aan de Hongaarse grens.
Hij zette zijn muziekstudies voort en schreef in 1913 zijn eerste compositie. Met begin van de Eerste Wereldoorlog vertrok hij naar Praag en studeerde bij Vítězslav Novák aan het Praags Conservatorium. Hier deed hij onder andere een analyse van de werken van Claude Debussy, Max Reger, Alexander Skrjabin en Richard Strauss. In 1915 werd hij lid van het Oostenrijks-Hongaarse leger en kwam aan de Russische front. In 1917 werd hij verlegd aan de Italiaanse front. In 1918 kwam hij naar Wenen, waar hij een collectie Slowaakse soldatenliedjes verzamelde.
Geïnspireerd door een recital met een van Willi von Möllendorff gebouwde kwarttoonharmonium schreef hij een kwarttoonwerk, een Suite in het kwarttoonsysteem, voor twee daarvoor gebouwde en in kwarttoon gestemde piano's. Hij studeerde bij Jan Brandts Buys en later Richard Stöhr, maar hij was niet gelukkig met de strikte contrapunt lessen. Hij werd student bij Franz Schreker. Hij was regelmatig gast bij de privéconcerten met werken van Arnold Schönberg en hij bestudeerde zijn werken. In deze tijd begon tevens zijn langdurige vriendschap met Hanns Eisler. Als Schreker naar Berlijn ging, trok ook Hába mee naar Berlijn. In Berlijn had hij zijn eerste successen als componist. Daar publiceerde hij op Tsjechisch een leerboek Harmonické základy ctvrttónové soustavy (Harmonische fundamenten van het kwarttoonsysteem). In 1923 stelde hij samen met Ferruccio Busoni een zesdetoonsysteem voor. Begin jaren 1920 behoorde hij tot de Europese avant-garde.
Na zijn terugkomst in Praag werd hij professor aan het Praags Conservatorium, waar hij van 1923 tot 1953 doceerde in de microtonale muziek.
Hij was een gast bij de muziekfeesten voor nieuwe toonkunst te Donaueschingen, Duitsland. In zijn muziek heeft hij de toonladder uitgebreid met kwart- en zesde tonen, waarvoor speciale instrumenten (piano, harmonium, klarinet, gitaar, trompet) werden gebouwd.

## Composities

### Werken voor orkest
- 1919 Ouverture, voor orkest, op. 5
- 1920-1921 Cesta života, symfonische fantasie voor piano en orkest, op. 8

### Muziektheater

#### Opera's
| Voltooid in | titel | aktes        | première                          | libretto                                         |
| ----------- | --- | ------------ | --------------------------------- | ------------------------------------------------ |
| 1927-1930   | Matka (Moeder), kwarttoonopera, (twee kwarttoonklarinetten en twee kwarttoontrompetten werden gebruikt), op. 35 | 10 scènes    | 17 mei 1931, München, Staatsopera | van de componist                                 |
| 1934-1936   | Nová zemĕ (Het nieuwe land), op. 47                                                                             | 3 aktes      |                                   | Ferdinand Pujman naar de roman van Fëdor Gladkov |
| 1937-1942   | Přijd' králoství Tvé (Uw rijk kom), zesdetoonsysteem opera, op. 50                                              | zeven scènes |                                   | van de componist en Ferdinand Pujman             |

### Kamermuziek
- 1914-1915 Sonata, voor viool en piano, op. 1
- 1919 1e Strijkkwartet (semitone), op. 4
- 1920 2e Strijkkwartet, op. 7 (Hába's 1e gepubliceerd kwarttooncompositie)
- 1927-1928 Suite, voor bas-klarinet en piano, op. 34

### Werken voor piano
- 1918 Variaties over een kanon van Robert Schumann, voor piano, op. 1b
- 1922 1e Suite, voor twee piano's (kwarttoonsysteem), op. 10 (rev. 1932 als op. 11a)
- 1922 2e Suite, voor kwarttoonpiano, op. 11 (rev. 1932 als op. 11b)
- 1923 3e Suite, voor kwarttoonpiano, op. 16

## Publicaties
- Harmonic Principles of the Quarter-tone System, Prague, HMUB, 1922
- Von Neuer Musik, 1925
- Von der Psychologie der musikalischen Gestaltung, Gesetzmäßigkeit der Tonbewebung und Grundlagen eines neuen Musikstils, Urtext-Edition, Vienna, 1925
- Neue Harmonienlehre des diatonischen, chromatischen, Viertel-, Drittel-, Sechstel- und Zwoelftel-Tonsystems, Letpzig, Kistner – Siegl 1927
- Albert Steffens: Der Sturz des Antichrist als Oper von Viktor Ullmann. Das Goetheanum, Jg. 16, Nr. 26, 26. Juni 1937, S. 210 f.
- Mein Weg zur Viertel- und Sechsteltonmusik, Gesellschaft zur Förderung der systematischen Musikwissenschaft, Düsseldorf, 1971., München: Filmkunst Musikverlag 1986. 125 S.